# Josef Hirtreiter
Josef "Sepp" Hirtreiter, född 1 februari 1909 i Bruchsal, död 27 november 1978 i Frankfurt am Main, var en tysk SS-Scharführer. Han var delaktig i Nazitysklands så kallade eutanasiprogram Aktion T4 och senare Operation Reinhard, kodnamnet för förintelsen av Generalguvernementets judiska befolkning. Vid Treblinkarättegången 1951 dömdes Hirtreiter till livstids fängelse. Han frisläpptes 1977 och avled året därpå.

### Webbkällor
- ”Massenvernichtungsverbrechen in Lagern” (på tyska). Justiz und NS-Verbrechen. Universiteit van Amsterdam. Arkiverad från originalet den 20 mars 2014. https://www.webcitation.org/6ODRFDtMQ?url=http://www1.jur.uva.nl/junsv/brd/files/brd270.htm. Läst 20 mars 2014.